# Chuck Weyant
Chuck Weyant (* 3. April 1923 in St. Marys, Ohio; † 24. Januar 2017) war ein US-amerikanischer Autorennfahrer.

## Karriere
Weyant entstammte einer rennbegeisterten Familie. Wie sein Vater und sein Bruder begann er seine Karriere bei den Midget-Cars noch vor dem Zweiten Weltkrieg. Seinen ersten Sieg in dieser Rennserie feierte er 1947. Da Weyant dieser Rennserie während seiner ganzen Karriere treu blieb, stehen bei ihm 64 Siege zu Buche, davon 13 bei Rennen zur nationalen Meisterschaft. 
Weyant fuhr zwischen 1952 und 1959 auch in der AAA- bzw. USAC-National-Serie. Hier blieb ihm ein Sieg verwehrt. Seine besten Platzierungen waren achte Ränge bei den Rennen in Las Vegas 1954 und in Milwaukee 1959.
Viermal war er in den 1950er-Jahren auch bei den 500 Meilen von Indianapolis am Start. 1955 wurde er Zwölfter, 1957 Vierzehnter. 1958 und 1959 schied er vorzeitig durch einen Unfall aus.
Weyant fuhr bis 1971 Rennen. Dann stoppte ein Unfall, bei dem er schwere Kopfverletzungen erlitt, seine Karriere. Er starb im Januar 2017.

## Statistik

### Indy-500-Ergebnisse
| Jahr | Startnr. | Start | Qual (km/h) | Ergebnis | Runden | Führung | Ausfall |
| ---- | -------- | ----- | ----------- | -------- | ------ | ------- | ------- |
| 1954 | 52       | DNQ   |             |          |        |         |         |
| 1955 | 41       | 25    | 222,166     | 12       | 196    | 0       |         |
| 1956 | 22       | DNQ   |             |          |        |         |         |
| 1957 | 35       | DNQ   |             |          |        |         |         |
| 1957 | 82       | 25    | 227,058     | 14       | 196    | 0       |         |
| 1958 | 89       | 29    | 229,472     | 24       | 38     | 0       | Unfall  |
| 1959 | 47       | 29    | 228,426     | 28       | 45     | 0       | Unfall  |
| 1960 | 87       | DNQ   |             |          |        |         |         |
| 1960 | 88       | DNQ   |             |          |        |         |         |
| 1961 | 88       | DNQ   |             |          |        |         |         |

| Legende  | Legende            | Legende                                                          |
| Farbe    | Abkürzung          | Bedeutung                                                        |
| -------- | ------------------ | ---------------------------------------------------------------- |
| Gold     | –                  | Sieg                                                             |
| Silber   | –                  | 2. Platz                                                         |
| Bronze   | –                  | 3. Platz                                                         |
| Grün     | –                  | Platzierung in den Punkten                                       |
| Blau     | –                  | Klassifiziert außerhalb der Punkteränge                          |
| Violett  | DNF                | Rennen nicht beendet (did not finish)                            |
| Violett  | NC                 | nicht klassifiziert (not classified)                             |
| Rot      | DNQ                | nicht qualifiziert (did not qualify)                             |
| Rot      | DNPQ               | in Vorqualifikation gescheitert (did not pre-qualify)            |
| Schwarz  | DSQ                | disqualifiziert (disqualified)                                   |
| Weiß     | DNS                | nicht am Start (did not start)                                   |
| Weiß     | WD                 | zurückgezogen (withdrawn)                                        |
| Hellblau | PO                 | nur am Training teilgenommen (practiced only)                    |
| Hellblau | TD                 | Freitags-Testfahrer (test driver)                                |
| ohne     | DNP                | nicht am Training teilgenommen (did not practice)                |
| ohne     | INJ                | verletzt oder krank (injured)                                    |
| ohne     | EX                 | ausgeschlossen (excluded)                                        |
| ohne     | DNA                | nicht erschienen (did not arrive)                                |
| ohne     | C                  | Rennen abgesagt (cancelled)                                      |
| ohne     | keine WM-Teilnahme |                                                                  |
| sonstige | P/fett             | Pole-Position                                                    |
| sonstige | 1/2/3/4/5/6/7/8    | Punktplatzierung im Sprint-/Qualifikationsrennen                 |
| sonstige | SR/kursiv          | Schnellste Rennrunde                                             |
| sonstige | *                  | nicht im Ziel, aufgrund der zurückgelegten Distanz aber gewertet |
| sonstige | ()                 | Streichresultate                                                 |
| sonstige | unterstrichen      | Führender in der Gesamtwertung                                   |